# 潘恭常
潘恭常，字午亭，浙江人，清朝政治人物、进士出身。
嘉慶十三年（1808年），登戊辰科進士，改庶吉士，嘉慶十四年，授刑部主事。道光六年（1826年），接替李景峄任苏松道道员一职，1827年由陈銮接任。